# 德涅斯特河沿岸战争
聶斯特河沿岸戰爭是1992年5月2日至7月21日期間發生在德涅斯特河沿岸共和国和摩爾多瓦共和國之間的戰爭。

## 背景
聶斯特河東岸在歷史上從未屬於過摩爾達維亞公國、羅馬尼亞王國或比薩拉比亞。在1940年，蘇聯佔領摩爾達維亞成立摩爾達維亞蘇維埃社會主義共和國之後，聶斯特河東岸地區被劃入烏克蘭和摩爾達維亞蘇維埃社會主義自治共和國。1941年為羅馬尼亞軍事佔領，後蘇聯再次奪回。不過聶斯特河沿岸地區摩爾多瓦人只佔總人口的不到四成，大多數人是俄羅斯人和烏克蘭人。蘇聯解體之後，聶斯特河沿岸地區的斯拉夫人擔心摩爾多瓦和羅馬尼亞統一，自己的語言和文化會消失。加上聶斯特河沿岸地區生活水平比摩爾多瓦其他地區普遍要高，獨立運動隨即開始。

## 过程
1990年9月2日，德涅斯特河沿岸最高蘇維埃宣布自摩爾多瓦獨立，成立直属于蘇聯內的蘇聯加盟共和國。兩者開始發生衝突。1992年，摩爾多瓦有了自己的軍隊指揮，雙方的武裝衝突升級。摩爾多瓦加入聯合國之後戰爭全面爆發。這場戰爭最後以德涅斯特河沿岸共和國獲勝告終；需要说明的是，被俄罗斯接管的前苏联近卫第14集团军还驻扎在德涅斯特河地区，但在俄总统叶利钦的要求下，这支部队表示“中立”。俄军中立给了摩尔多瓦政府信心，因为他们可以从罗马尼亚得到军援。1992年3月2日加入联合国后，摩尔多瓦总统斯涅古尔命令对先前一直袭击并继续袭击德涅斯特河东岸忠于政府的摩军哨所的分裂势力进行军事干预。在四个月的敌对行动中，最激烈的战斗发生在科切里，科斯尼察和賓傑里高地。德左军队在苏联和俄罗斯军队的协助下巩固了对多数有争议地区的控制。

## 结束
1992年7月，摩尔多瓦与俄罗斯签订和平解决冲突原则协议，接受俄罗斯、罗马尼亚、乌克兰等国组成的和平调解使团进行停火监督，并在俄罗斯允诺撤军后与德涅斯特河左岸地区签订了《关于和平解决摩尔多瓦共和国德涅斯特河左岸地区武装冲突原则的协定》和在《德涅斯特河左岸地区成立维持和平部队的协定》，规定德涅斯特河左岸地区由俄罗斯、摩尔多瓦、德涅斯特河左岸共同组成的维和部队驻守冲突地区，摩尔多瓦实际上失去了对德涅斯特河左岸地区的控制。

## 延伸閱讀
- Vlad Grecu, O viziune din focarul conflictului de la Dubăsari, Editura Prut International, Chișinău, 2005 （罗马尼亚文）

## 外部連結
- Armed conflict in and around the city of Bendery （页面存档备份，存于）